# Trim (scheepvaart)

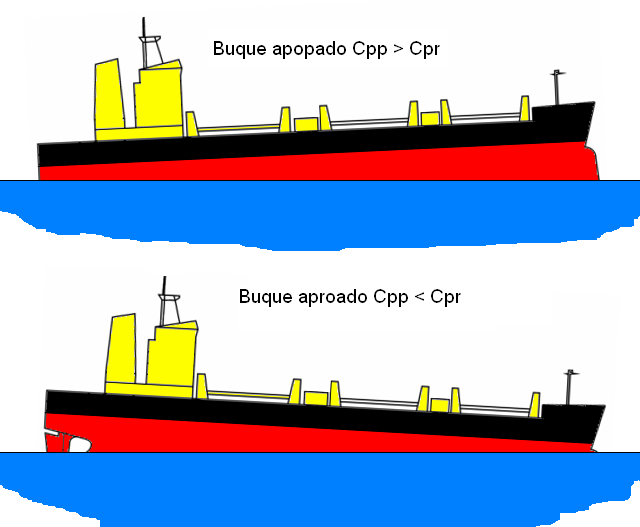
Bovenste schip is stuurlastig, het onderste koplastig

Trim is de langsscheepse helling van een schip. Waar slagzij in graden wordt uitgedrukt, gebeurt dit bij trim meestal in meters of voeten, het verschil tussen de diepgang voor en achter. Als een schip voorover getrimd ligt, noemt men dit koplast, achterover getrimd noemt men stuurlast. Trim is de benaming voor de statische toestand, de dynamische beweging wordt stampen genoemd. Ware trim is het verschil tussen de gemeten diepgangen op de loodlijnen, schijnbare trim is het verschil tussen de diepgangen op de diepgangsmerken.
- Da > Df

Er is een positieve trim, het schip is stuurlastig.
- Da=Df

Er is geen trim, het schip is gelijklastig.
- Da < Df

Er is een negatieve trim, het schip is koplastig.
Een schip vertrimt om het zwaartepunt van de waterlijn, wat het tipping centre (TC) genoemd wordt. Omdat de scheepsvorm achter vaak voller is dan voor, ligt dit punt meestal achter de halve lengte tussen de loodlijnen, zodat de gemiddelde diepgang van een schip met trim meestal niet overeenkomt met een gelijklastig schip.
Om beter te kunnen sturen, vertrimt men schepen vaak achterover met behulp van ballastwater, zodat het roer en de schroef dieper in het water liggen. Sommige schepen, vooral containerschepen, worden echter voorover getrimd, zodat de bulb goed onder water zit — in verband met de aanstroming — en het achterschip uit het water komt, zodat het natte oppervlak en daarmee de weerstand afneemt, wat de snelheid ten goede komt.